# Regra do quociente
Em matemática, a regra do quociente (ver derivada), rege a diferenciação de quocientes de funções diferenciáveis.
Pode ser apresentada como:
{\displaystyle \left({\frac {f}{g}}\right)'={\frac {gf'-fg'}{g^{2}}}}
ou, segundo a notação de Leibniz:
{\displaystyle {\frac {d}{dx}}\left({\frac {u}{v}}\right)={\frac {v{\frac {du}{dx}}-u{\frac {dv}{dx}}}{v^{2}}}.}
Demonstração:
{\displaystyle f(x)={\frac {u(x)}{v(x)}}\ (I)}
Então {\displaystyle u(x)=f(x)\cdot v(x)}
Pela regra do produto:
{\displaystyle u'(x)=f'(x)\cdot v(x)+f(x)\cdot v'(x)\ (II)}
Utilizando (I) e (II), temos:
{\displaystyle u'(x)=f'(x)\cdot v(x)+{\frac {u(x)}{v(x)}}\cdot v'(x)}
{\displaystyle u'(x)={\frac {f'(x)\cdot v(x)\cdot v(x)+u(x)\cdot v'(x)}{v(x)}}}
{\displaystyle u'(x)\cdot v(x)=f'(x)\cdot v(x)\cdot v(x)+u(x)\cdot v'(x)}
{\displaystyle u'(x)\cdot v(x)-u(x)\cdot v'(x)=f'(x)\cdot v(x)\cdot v(x)}
{\displaystyle {\frac {u'(x)\cdot v(x)-u(x)\cdot v'(x)}{v(x)^{2}}}=f'(x)}
{\displaystyle f'(x)={\frac {u'v-v'u}{v^{2}}}}